# Elsa Grether
Pour les articles homonymes, voir Grether.
Elsa Grether, née à Mulhouse le 28 juin 1980, est une violoniste française, lauréate du Prix international Pro Musicis 2009 à l'unanimité du jury (avec la pianiste Delphine Bardin), qui a fait ses débuts en récital au Carnegie Hall de New York ainsi qu’à Boston en 2012.

## Formation
Elsa Grether commence le violon à l'âge de cinq ans. Elle obtient un premier prix de violon à l'unanimité du jury au CRR de Paris le jour de ses quinze ans. Elle poursuit sa formation à l'étranger, au Mozarteum de Salzbourg avec Ruggiero Ricci, puis aux États-Unis avec Mauricio Fuks à l'Université d’Indiana à Bloomington et Donald Weilerstein (en) au Conservatoire de musique de la Nouvelle-Angleterre de Boston. Elle bénéficie également des conseils de Régis Pasquier à Paris.

## Style et répertoire
En soliste avec orchestre, elle a interprété de nombreux concertos (Bach, Vivaldi, Mozart, Haydn, Beethoven, Bruch, Brahms, Tchaïkovski, Chébaline, Dvorak, Prokofiev, Saint-Saëns, Tzigane de Ravel…)
Elle se produit en récital dans de prestigieux festivals et salles en France et à l'étranger : Printemps des Arts de Monte-Carlo, Festival de Menton, Bozar et Salle Flagey à Bruxelles, Salle Cortot à Paris, Festival Musica à Strasbourg, Festival des Forêts, Festival de Sully, Festival Lille Clef de Soleil, Palazzetto Bru-Zane à Venise, Radio Suisse-Romande à Genève, Festival Musiques en Eté à Genève, Festival Cully Classique (Suisse), les Flâneries musicales de Reims, le Festival de Saint-Lizier, le Festival des Abbayes en Lorraine, Festival de Musique Sacrée de Perpignan, Festival Berlioz, Grandes Heures de Cluny, Chicago Myra Hess Concert Series, Mozarteum de Salzbourg, Radio Nationale d’Alger, Scène Nationale de Martinique…
Elle collabore notamment avec les pianistes David Lively, Ferenc Vizi (eo), François Dumont, Marie Vermeulin, Johan Schmidt, Delphine Bardin, ainsi qu'avec Jérémy Jouve (guitare), Régis Pasquier (violon)…
Elle affectionne également le répertoire pour violon seul, se produisant dans des programmes très éclectiques.

## Critiques
Alain Duault lui a consacré une émission dans "Toute la musique qu'ils aiment" (France 3) et elle est régulièrement invitée sur France Musique,,,, France Culture, Musiq’3, RTS Suisse et Accent4.
Ses trois premiers CD, parus chez Fuga Libera, obtiennent des critiques unanimes, notamment dans les magazines spécialisés (Gramophone,, 5 Diapasons, 4 étoiles Classica, Concertclassic,,, Classiquenews, ResMusica, Musicologie.org,, La Libre Belgique, Artamag, Wunderkammern, la Revue du Spectacle...).

## Discographie
- Septembre 2022 : Complete Works for Violin and Piano (Ravel), enregistré avec le pianiste David Lively, chez Aparté.
- Avril 2019 : Masques (Sergueï Prokofiev), enregistré avec le pianiste David Lively, chez Fuga Libera/Outhere.
- Juin 2017 : Kaléidoscope, violon seul (Bach, Tôn-Thât Tiet, Ysaÿe, Khatchaturian, Honegger, Albéniz), enregistré à l'Abbaye Royale de Fontevraud chez Fuga Libera/Outhere.
- Novembre 2015 : French Resonance (Gabriel Pierné, Louis Vierne et Gabriel Fauré) enregistré avec le pianiste François Dumont, chez Fuga Libera/Outhere.
- Mars 2013 : Poème mystique (Ernest Bloch, Arvo Pärt), enregistré avec le pianiste Ferenc Vizi, chez Fuga Libera/Harmonia Mundi.